# Света Троица
Вижте пояснителната страница за други значения на Света Троица.
В християнското богословие (теология) Светата Троица е основна доктрина, която се поддържа от повечето направления на християнството. На богословски език възгледът, че Бог е Св. Троица се нарича тринитарианство. Според тринитарианството, Бог е едно същество, което съществува едновременно и вечно като три личности (или ипостаси) (Бог Отец, Бог Слово, т.е. Логосът, въплътил се в Иисус Христос от Назарет и Бог Свети Дух), които заедно са Светата Троица.
След IV век в източното и в западното християнство тази доктрина гласи, че „съществува един Бог в три лица“ и всичките три лица са вечни и имат една божествена природа и отделно съществувание (битие). Тъй като мнозинството християни са тринитаряни, то вярата в Св. Троица е тест за ортодоксалност на вярата. В противоречие с тринитарианството съществуват групи като: бинитарианизъм (един Бог в две лица), унитаризъм (един Бог в едно лице), Бог като семейство или три отделни личности (църква на Иисус Христос на Светиите от последните дни, мормони) и модализъм (Бог съществува в определени моменти само като Отец, или само като Син, или само като Св. Дух)
В добавка на идеята за един Бог в три лица (личности), Синът (Иисус Христос) има две различни природи – напълно човешка и напълно божествена природа. Поради това той е наричан и Богочовек или Бог въплътен.
Доктрината за Св. Троица (или също Божието Триединство в западната мисъл) е формулирана от християнската църква в резултат от непрекъснати изследвания на Св. Писание, изяснявано в дебати и трактати и е първоначално формулирана на Първия вселенски събор в Никея през 325 г. сл. Хр. по такъв начин, че формулировката да е в съответствие с библейските (новозаветни и старозаветни) свидетелства. По-късно тази формулировка се подобрява в следващите вселенски събори. Най-широката библейска основа намираме в Евангелието от Йоан в Новия завет – всички твърдения на Иисус Христос за отношението между Отца, Сина (самия Иисус Христос) и Светия Дух.

## Формулировка на доктрината
Тринитарният възглед се утвърждава от Никейския символ на вярата (325/381 г. сл. Хр.) и Атанасиевия символ на вярата (около 500 г. сл. Хр.), които се опитват да го стандартизират във време на големи несъгласия и спорове. Тези символи се подкрепят като официални от църквата през III и IV век, като реакция срещу хетеродоксални възгледи за Троицата и/или Христос. Никео-Цариградския символ на вярата е възприет от Източноправославната църква и от Римокатолическата църква – с добавка на клаузата „филиокве“. Той се възприема и от повечето протестантски деноминации.
Никейският символ използва термина „homoousios“ (гр. – единосъщен) за отношението между Сина и Отец (тринитарен възглед), за разлика от термина „homoiousios“ (гр. – с подобна същност), който се счита от църквата през тези векове за нетринитарен. Разликата е в една-единствена буква и води до големи богословски различия, въпреки малката лингвистична разлика.
Един от съборите, които около 264 – 266 г. осъждат Павел Самосатски като еретик заради адопционисткото си виждане за Сина, също осъждат и термина „homoousios“ в контекста, в който той самия го използва – което създава по-късна предпоставка защитниците на нетринитарни възгледи да използват този факт за своя изгода.
Значенията на „усия“ (гр.) и „ипостас“ (гр.) са варирали и ипостас за някои е означавало „същност“, а за други „лице“. Атанасий от Александрия 293 – 373 г. изяснява този термин.
В западната църква Августин от Ипон е известен със своята формулировка на Троицата и допринася много за формулирането на доктрината. Кападокийските отци Василий Велики, Григорий Нисийски и Григорий Назиански са по-известни на изток.
Според Атанасиевия символ всичките три Божествени лица са вечни, всемогъщи и равни. Всяко лице е с Божествена същност и съществувайки заедно, те са един Бог. Поради това е абсолютно погрешно да се каже, че има три Бога или три Господа. Отец е Бог, Синът е Бог и Светият Дух е Бог. Но Бог е Отец, Синът и Св. Дух.
Модализмът се опитва да разкрие тайната на Троицата, като заявява, че Отец, Сина и Св. Дух са просто три роли или прояви на Всемогъщия Бог. Този нетринитарен възглед твърди, че „лицата“ не са лица или личности, но само имена, които описват различната роля, която Бог има при съприкосновение с човечеството. В ролята на отец, Бог е промислител и създател. Като син, той е въплътен. Като дух, той е тук на земята в живота на християнина. Съществува една личност, която само се представя по различен начин.
Модализмът е познат от историята като сабелиянство и е отнесен към еретичните възгледи по времето на вселенските събори. Днес този възглед е застъпен в деноминации като Обединената петдесятна църква, въпреки че мнозинството петдесятни църкви са тринитарни.
Унитарианството вярва, че има само един Бог, като свежда Иисус Христос до човешката му природа и не вярва в личностните характеристики на Св. Дух.
Църквата на Иисус Христос и светиите от последните дни (мормони) вярват, че Отец, Сина и Св. Духа са три независими личности, които притежават индивидуални тела, души и духове. Според това схващане тези три индивидуални личности са божественото семейство. Тази идея, въпреки че звучи тринитарно, е далеч от класическия християнски тринитарен възглед и решава въпроса като разделя Бог на три. Освен това се счита, че всяка една от тези личности се развива и е възможно да има свой собствен по-висок господар (или бог), което говори за скрит политеизъм в доктрината на тази организация.
Доктрината за Светата Троица е развита въз основа на пряка конфронтация. В процеса на подобряване на формулировката съществува икуменичен диалог между Източното православие, Ориенталското православие, Римокатолицизма, Асирийската източна църква и Протестантството. Търси се такава формулировка, която да превъзмогне големите различия, които са допринесли за разделянето на християнските общности.
Тъй като рационалното обяснение на Св. Троица е трудно, то съществуват редица нетринитарни възгледи. Св. Троица остава най-трудно разбираемата доктрина в християнското богословие. Най-същественото в тази доктрина е, че единството на Бога не е на същото ниво като различията между лицата. По отношение на божествеността си Бог е Един. По отношение на същността си той е троичен.

## В търсене на аналогии
Непълни аналогии с цел да се даде по-добро обяснение на Св. Троица са били замисляни през цялата история на християнството:
- слънцето, лъчът светлина и топлината генерирана от този лъч;
- трите страни на триъгълника, които са условия за неговото съществувание;
- трите измерения на пространството;
- духът, душата и тялото на човека;
- в математиката 1 = 1 x 1 x 1;
Всяка една от аналогиите е непълна, защото не отразява напълно взаимоотношенията на лицата в Св. Троица. Ползата от аналогиите е единствено да послужи за улеснения в разбирането на тази тежка за разбиране доктрина, която явно научаваме чрез Божественото откровение, а не чрез наблюдение и логика.

## Разлики между западното и източното тринитарианство
В западната теология винаги тенденцията е била доктрината да се формулира започвайки от единството, стигайки до различията между лицата. В източното богословие тенденцията е била да се говори за всяко лице по отделно и след това да се стигне до единството на Бога. В този смисъл в западната мисъл се набляга повече на единството на Бог, а в източната повече на отделните лица.
За източните църковни отци една от отличителните черти на Отец е, че Синът е вечно роден от Него, а Духът е вечно изхождащ от Отец. Поради това западната идея за изхождането на Духа и от Сина (филиокве) е възприемана като еретична от изтока и е станала основата на различието между източното и западното християнство.
Западните отци първо говорят за Бог и неговите атрибути и след това за отношенията между лицата, като се опитват да изхождат повече от философски и логически предпоставки на доктрината. Според западното католическо богословие изхождането на Духа е обусловено от любовта между Отец и Сина, след като е прието вече, че Сина е образ на Отца и е вечно роден от Отца. Т.е. логиката е, че Сина изхожда от Отца, а Духа изхожда от любовта между Отца и Сина – от Отца и от Сина.
Въпреки че протестантската мисъл включва думите „и от Отца“ в Никео-Цариградския символ, обикновено те означават, че Св. Дух изхожда от Отца и е изпратен чрез Сина, което не влиза в противоречие нито с източноправославната формулировка, нито с католическата, защото изпратен не означава изхождащ. Изпратен означава, че Св. Дух е даден да обитава в християните по молба на Сина от Отца. По-точната протестантска формулировка в такъв случай гласи, че Св. Дух изхожда от Отца и е изпратен от Сина.

## Храмове в България
В България има над 300 храма, посветени на Света Троица, като голяма част от тях са храмове на Българската православна църква, но и има няколко храма на Католическата църква. Това показва регистърът на храмовете на регистрираните вероизповедания в Република България към Дирекцията по вероизповеданията на Министерския съвет.

## Други
На Светата Троица е наречена улица в квартал „Южен парк“ в София (Карта).